# 벨히카역
벨히카역(스페인어: Bélgica)은 마드리드 경전철 2호선의 역이다. 마드리드 지방 포수엘로데알라르콘 시의 벨히카 거리와 도스 카스티야스 거리가 만나는 교차로 부근에 위치해 있다. 포수엘로 시의 중심부와 가장 가까운 역이다. 요금구역상으로는 B1구역에 속한다.

## 역사
2007년 7월 27일 마드리드 경전철 2호선의 개통과 함께 문을 열었다.

## 환승 정보
이 역 주변에는 버스 정류장이 없다.
경전철
| 마드리드 경전철                   | 마드리드 경전철       | 마드리드 경전철          |
| --------------------------------- | --------------------- | ------------------------ |
| 포수엘로 오에스테 콜로니아 하르딘 | 마드리드 경전철 2호선 | 도스 카스티야스 아라바카 |